# Fuente das Virtudes
La Fuente das Virtudes, o Fuente del Río Frio, es una fuente situada en el jardín de las virtudes en Oporto, formando parte del Centro histórico de la ciudad.
Construido en 1619, en la ampliación y urbanización de la ciudad, con el diseño de Pantaleón de Seabra e Sousa, un caballero de la Casa Real Portuguesa.
Se trata de una fuente barroca, realizada en tres paneles. La zona central más decorada, está delimitada por dos pilastras, con un sobre relive con una inscripción en el centro de mármol, donde se puede ver a la fecha en la construcción del conjunto. Arriba, dos castillos que representan las armas de la ciudad, abrazando un nicho vacío hoy, que se cree que fue diseñado para albergar una estatua de Nuestra Señora de las Virtudes. La fuente está coronada por un frontón cortado por la mitad para mejorar la vista del escudo con las armas reales de Portugal, ya de estilo neoclásico.
En la parte inferior se encuentran los caños por donde mana el agua, decorados con cabezas de seres mitológicos.
En el año 1910 fue declarada Monumento Nacional de Portugal.